# Brogden
Brogden är en ort i Wayne County i North Carolina i USA. Orten har fått sitt namn efter politikern Curtis Hooks Brogdens familj. Brogden har 2 633 invånare. Den har enligt United States Census Bureau en area på 5,7 km².